# Otto III van Lüneburg
Otto III van Brunswijk-Lüneburg (circa 1296 - 19 augustus 1352) was van 1330 tot aan zijn dood hertog van Brunswijk-Lüneburg. Hij behoorde tot het huis Welfen.

## Levensloop
Otto III was de tweede zoon van hertog Otto II van Brunswijk-Lüneburg en diens echtgenote Mathilde, dochter van hertog Lodewijk II van Beieren. Vanaf 1314 werd hij door zijn vader betrokken bij de regering van Brunswijk-Lüneburg.
In 1315 had hun vader bepaald dat het hertogdom Brunswijk-Lüneburg na zijn dood tussen Otto III en zijn jongere broer Willem verdeeld zou worden. Toen de broers in 1330 na de dood van hun vader het hertogdom uiteindelijk erfden, beslisten ze echter om gezamenlijk te regeren en hun domeinen niet te splitsen. 
Tijdens de regeringsjaren van Otto III en zijn broer Willem breidden ze hun grondgebied territoriaal uit. Zo bemachtigden ze het gebied rond de stad Gifhorn, het dorp Fallersleben en de graafschappen Papenheim en Wettmarshagen. Ook ondersteunden ze de economisch groeiende steden, door bijvoorbeeld de rivier Ilmenau tussen de steden Lüneburg en Uelzen bevaarbaar te maken en het sluiten van handelsverdragen met de hertogen van Saksen-Lauenburg.
In 1352 stierf Otto III, waarna zijn broer Willem als enige hertog van Brunswijk-Lüneburg overbleef. Op het moment van zijn overlijden had hij geen mannelijke nakomelingen, omdat zijn enige zoon Otto als kind in de Ilmenau was verdronken. 

## Huwelijk en nakomelingen
Otto III was gehuwd met Mathilde (1293-1358), dochter van heer Hendrik II van Mecklenburg. Ze kregen volgende kinderen:
- Mathilde (overleden in 1357), huwde met graaf Otto II van Waldeck
- Otto, jong gestorven
- Elisabeth (overleden in 1386)